# Бьянки, Марко (футболист)
Марко Бьянки (итал. Marco Bianchi; 3 августа 1990, Грумо-Аппула, Бари) — итальянский футболист, защитник.

## Биография
Родился в Грумо-Аппула, с детства жил в соседнем Торитто, где с шести лет начал заниматься футболом в местном клубе. В дальнейшем занимался в академиях «Бари» и «Лечче». На взрослом уровне играл за ряд команд, выступавших в любительских турнирах и Серии D, в том числе «Нойкаттаро», «Реал Монтеккьо», «Фоссомброне», «Россанезе». Тренеры — Онофрио Коласуонно, Кармине Карикола, Анджело Систо.
Летом 2011 года перешёл в «Нымме Калью» (Таллин). Дебютный матч в чемпионате Эстонии сыграл 29 октября 2011 года против «Аякса Ласнамяэ». Не смог стать основным игроком клуба, сыграв за два с половиной года только 8 матчей в чемпионате страны, также провёл 4 матча (1 гол) в Кубке Эстонии и одну игру в 2013 году в Суперкубке страны. Со своим клубом завоевал золотую и две серебряные медали национального чемпионата, стал финалистом Кубка Эстонии. Также сыграл 50 матчей в третьем дивизионе за второй состав «Нымме Калью».
Во второй половине 2014 года играл за аутсайдера высшего дивизиона Литвы «Дайнава» (Алитус), сыграл 14 матчей. После возвращения в Италию недолго играл за любительский клуб «Гроттальи».

## Достижения
- Чемпион Эстонии: 2012
- Серебряный призёр чемпионата Эстонии: 2011, 2013
- Финалист Кубка Эстонии: 2012/13